# オビ諸島
オビ諸島（オビしょとう、インドネシア語: Kepulauan Obi）は、インドネシアにある諸島。モルッカ諸島の一部であり、ハルマヘラ島の南に位置し、モルッカ海とセラム海に挟まれた位置にある。行政面では北マルク州に属する。
主島はオビ島で、ほかにビサ島やオビラツ島がある。造山帯に位置するため山がちな地形となっている。
座標: 南緯1度30分 東経127度45分 / 南緯1.500度 東経127.750度